# 27593 Oliviamarie
27593 Oliviamarie este un asteroid din centura principală de asteroizi.

## Descriere
27593 Oliviamarie este un asteroid din centura principală de asteroizi. A fost descoperit pe 1 februarie 2001 la Socorro, New Mexico, în cadrul proiectului LINEAR. Asteroidul prezintă o orbită caracterizată de o semiaxă mare de 2,31 ua, o excentricitate de 0,08 și o înclinație de 4,1° în raport cu ecliptica.